# St. Wenzel (Nauendorf)

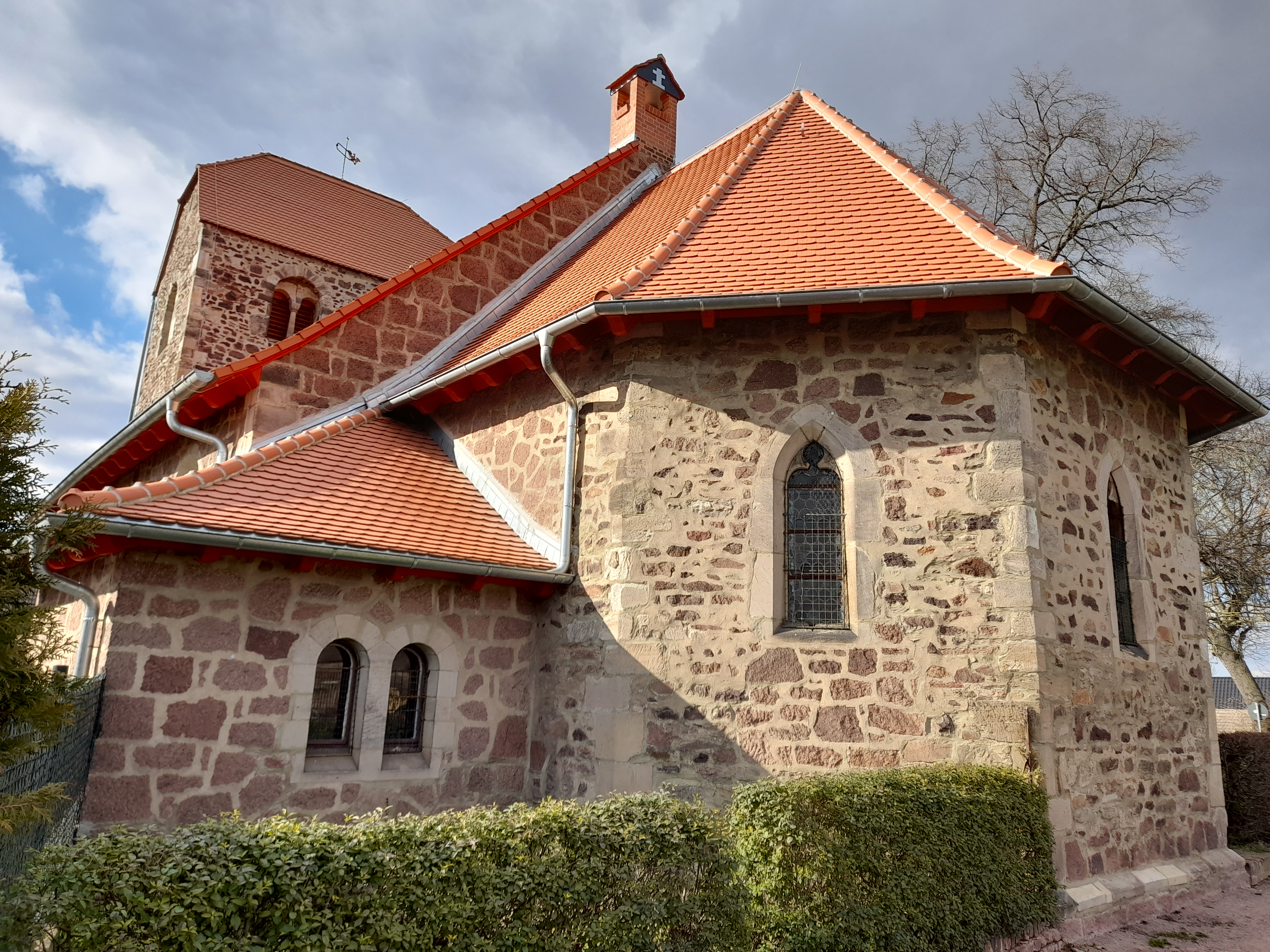
Ansicht von Südosten, 2022

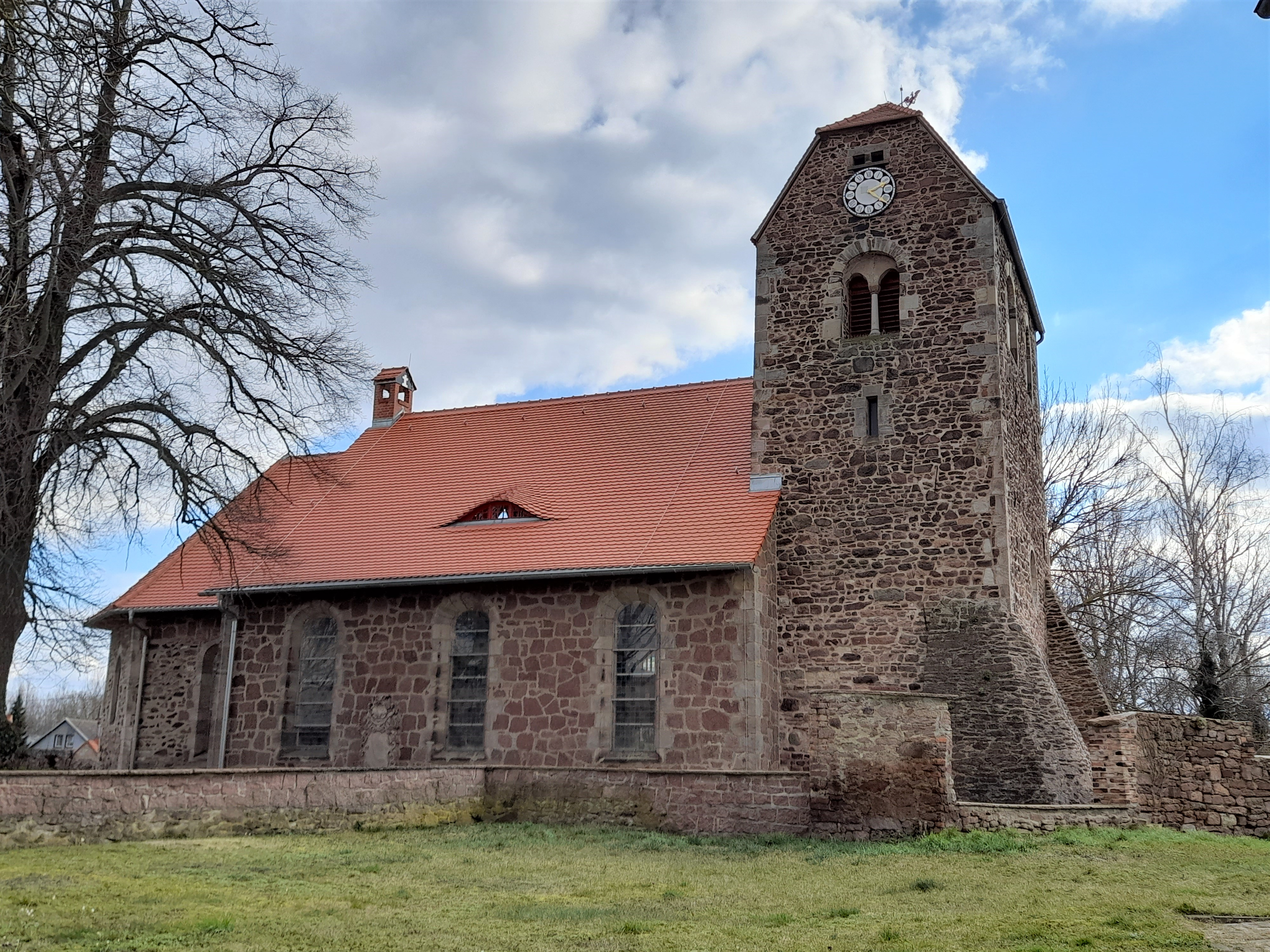
Nordseite

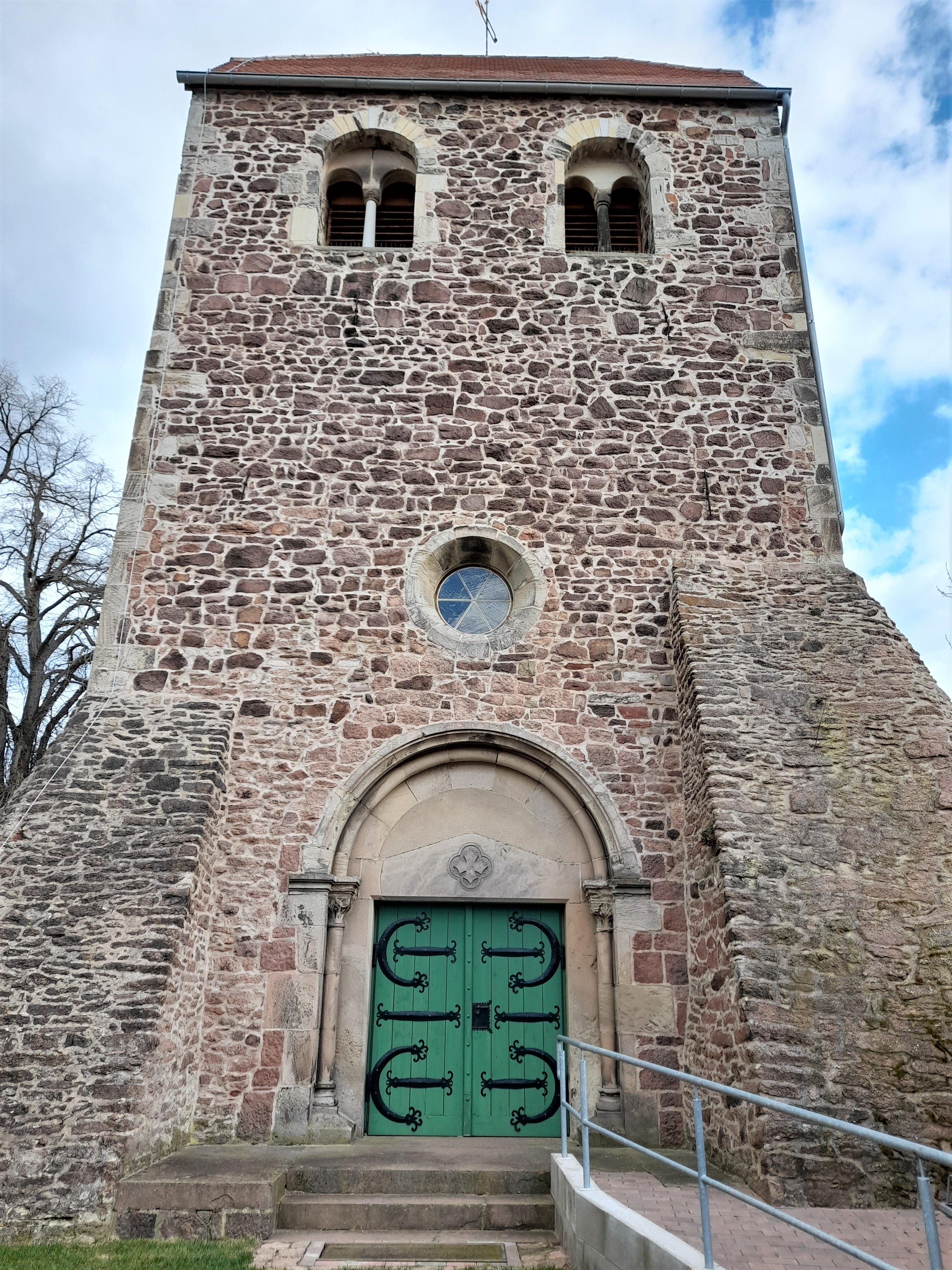
Neuromanisches Portal am Turm

Die Dorfkirche St. Wenzel ist die evangelische Kirche des zur Stadt Wettin-Löbejün gehörenden Dorfes Nauendorf im Saalekreis in Sachsen-Anhalt. Sie gehört zum Pfarrbereich Teicha im Kirchenkreis Halle-Saalkreis der Evangelischen Kirche in Mitteldeutschland. Im Denkmalverzeichnis der Gemeinde Wettin-Löbejün ist die Kirche unter der Erfassungsnummer 094 55499 als Baudenkmal verzeichnet.

## Geschichte und Architektur
Die südlich des Dorfkerns gelegene und dem heiligen Wenzel geweihte Kirche ist ein einschiffiger, im Kern spätromanischer Bruchsteinbau mit eingezogenem, dreiseitig geschlossenen Chor mit schmalen Spitzbogenfenstern und einem Westquerturm. 
Der Turm ist vermutlich um 1200 erbaut worden; der Chor stammt aus der zweiten Hälfte des 13. Jahrhunderts. Die Schallarkaden des Turms befinden sich unter spitzen Blenden; die Teilungssäulchen sind mit skulptierten Kapitellen versehen. In der Südwand des Turms befindet sich ein vermauertes romanisches Giebelsturzportal, auf dem teilweise erhaltenen Türsturz eine Gotteshand in Kleeblattbogen, daneben eine Rosette.
Das Kirchenschiff wurde 1906 neu gebaut. Chor und Turm erfuhren dabei Veränderungen. So wurde an der Westwand des Turms ein neuromanisches Portal angefügt. Einen Sakristeianbau errichtete man an der Südseite.
Im Außenbereich befinden sich reich dekorierte Grabsteine aus dem ersten Viertel des 18. Jahrhunderts, davon einer mit einer weiblichen Relieffigur.

## Innenausstattung
1740 bekam die Kirche eine barocke Innenausstattung mit  einem Tonnengewölbe und einer Hufeisenempore, ausgestattet mit floraler Ornamentik wie Lutherrosen. Die Kanzel stammt aus der zweiten Hälfte des 16. Jahrhunderts, die Sandsteintaufe von 1906. Der steinerne Blockaltar trägt ein Kruzifix.
In den 1930er Jahren wurde der Innenraum farblich neu gestaltet. Grundlegende Sanierungsmaßnahmen erfolgten ab 1990.
Die erste Orgel wurde 1740 eingebaut. Die heutige Orgel fertigte man 1907 in der Zörbiger Werkstatt von Wilhelm Rühlmann an. Das neu geschaffene Orgelprospekt aus dem Jahr 1906, ebenfalls von Rühlmann, ist an das alte barocke Gehäuse angelehnt. Eine Sanierung der Orgel erfolgte 2001/2002.